# Глисон, Кит
Кит Глисон (англ. Keith Gleeson, родился 21 июня 1976 года) — ирландский и австралийский регбист.

## Биография
Родился в Дублине, в детстве с семьёй переехал в Австралию. Детство провёл в Сиднее, окончил католический колледж святого Алоизия и выступал за школьную команду по регби на протяжении двух лет. Играл за 1-й состав сборной Объединённой ассоциации школ (CAS) и 2-й состав команды Нового Южного Уэльса. Капитан сборной Австралии до 19 и до 21 года. На клубном уровне выступал за команды «Норзерн Сабёрбз» в чемпионате Сиднея, клуб «Уаратаз» в Супер Регби и за команду «Ленстер» в Кельтской лиге с 2001 года. В сезоне 2001/2002 Кельтской лиги одержал победу с командой. В 2005 году стал обладателем Кубка Ленстера в составе команды «Сент-Мэрис Колледж».
Играл за молодёжную сборную Австралии (до 21 года). Привлекался в сборную Ирландии, в которой играл на позиции оупенсайд-фланкера (по мнению Джорджа Хука, был лучшим оупенсайд-фланкером сборной). Дебют за сборную состоялся в 2002 году на Кубке шести наций в матче в Дублине против Уэльса. Выступал за команду на чемпионате мира 2003 года, из сборной ушёл перед чемпионатом мира 2007 года в связи с тем, что его не взял в сборную тренер Эдди О'Салливан. Карьеру завершил по окончании сезона 2007/2008 и победы в чемпионате с «Ленстером». Решение было принято в связи с серией травм, среди которых травма руки в матче Кубка шести наций-2004 против Италии и травма ноги чуть позже в том же году.
Занимается в настоящее время бизнесом, сотрудник финансовой консалтинговой компании AJ Gleeson (город Частвуд-Вест, пригород Сиднея).